# George Stănescu
George Stănescu (n. 4 noiembrie 1928) este un deputat român în legislatura 1992-1996, ales în județul Timiș pe listele partidului PNȚCD/PER.